# Église de la Madonna della Luce
L'église de la Madonna della Luce (Notre-Dame-de-la-Lumière) est une église néo-classique de Naples située dans le quartier collinaire du Vomero, via Gabriele Jannelli.

## Histoire et description
L'église est fondée au XVIIIe siècle, mais a été réaménagée au XIXe siècle en style néo-classique.
Aujourd'hui l'aspect néo-classique de la façade est partiellement altéré à cause de remaniements successifs dont le dernier a lieu en 1993 ; de plus un acte de vandalisme a provoqué la destruction d'un élément décoratif de piperno, en forme de bulbe couronné d'une pigne. 
L'intérieur est inaccessible à cause des conditions précaires de conservation de l'édifice. Il est de forme rectangulaire et éclairé par des fenêtres. Il conserve encore une chaire de bois, un maître-autel avec une balustrade (table de communion) en marbres polychromes.
Le plafond est en voûte en berceau orné de caissons de stuc.

## Source de la traduction
- (it) Cet article est partiellement ou en totalité issu de l’article de Wikipédia en italien intitulé « Chiesa della Madonna della Luce » (voir la liste des auteurs).